# Destinée Doukaga
Destinée Doukaga (ur. 8 października 1983 w Dolisie) – kongijska pisarka i polityk, w latach 2021–2022 minister turystyki i rekreacji. Od 2016 do 2021 była jest ministrem ds. młodzieży i edukacji obywatelskiej. Jest deputowaną do Zgromadzenia Narodowego z okręgu Nyanga.

## Życiorys
Destinée Doukaga urodziła się 8 października 1983 roku w Dolisie w departamencie Niari w Republice Konga. Ukończyła inżynierię mechaniczną na Université Marien Ngouabi w Brazzaville oraz organizację i zarządzanie publiczne w stopniu magistra na Université de Poitiers, została także wyszkolona na pilota na CAE Oxford Aviation w Belgii. Od 2008 roku jest członkiem Forum Afrykańskich Kobiet Pedagogów (fr. Forum des éducatrices africaines).

### Kariera polityczna
Jest przewodniczącą partii politycznej Front Patriotyczny. 30 kwietnia 2016 roku została powołana w skład rządu na stanowisko ministra ds. młodzieży i edukacji obywatelskiej. Jako minister zapowiedziała specjalny program na lata 2016–2017, w ramach którego wprowadzi do szkół edukację obywatelską, moralną i pokojową (ECMP).
Po utworzeniu nowego rządu, przez premiera Anatole Collinet Makosso, 15 maja 2021 roku została powołana na stanowisko ministra turystyki i rekreacji. W 2022 roku nie została powołana w skład drugiego rządu Makosso. 27 września tego samego roku na funkcji ministra zastąpiła ją Lydie Pongault.

## Publikacje
Doukaga jest także autorką kilku książek:
- Chants du cœur, wyd. L'Harmattan
- Mon labyrinthe, wyd. Edilivre
- Clay, wyd. Panthéon
- Héros dans mes veines, wyd. Edilivre

## Wyróżnienia i odznaczenia
- Kongijski Order Zasługi (fr. Ordre du Mérite congolais) II klasy – Officier[1]